# Geranium cuneatum
Geranium cuneatum là một loài thực vật có hoa trong họ Mỏ hạc. Loài này được Hook. mô tả khoa học đầu tiên năm 1837.

## Hình ảnh

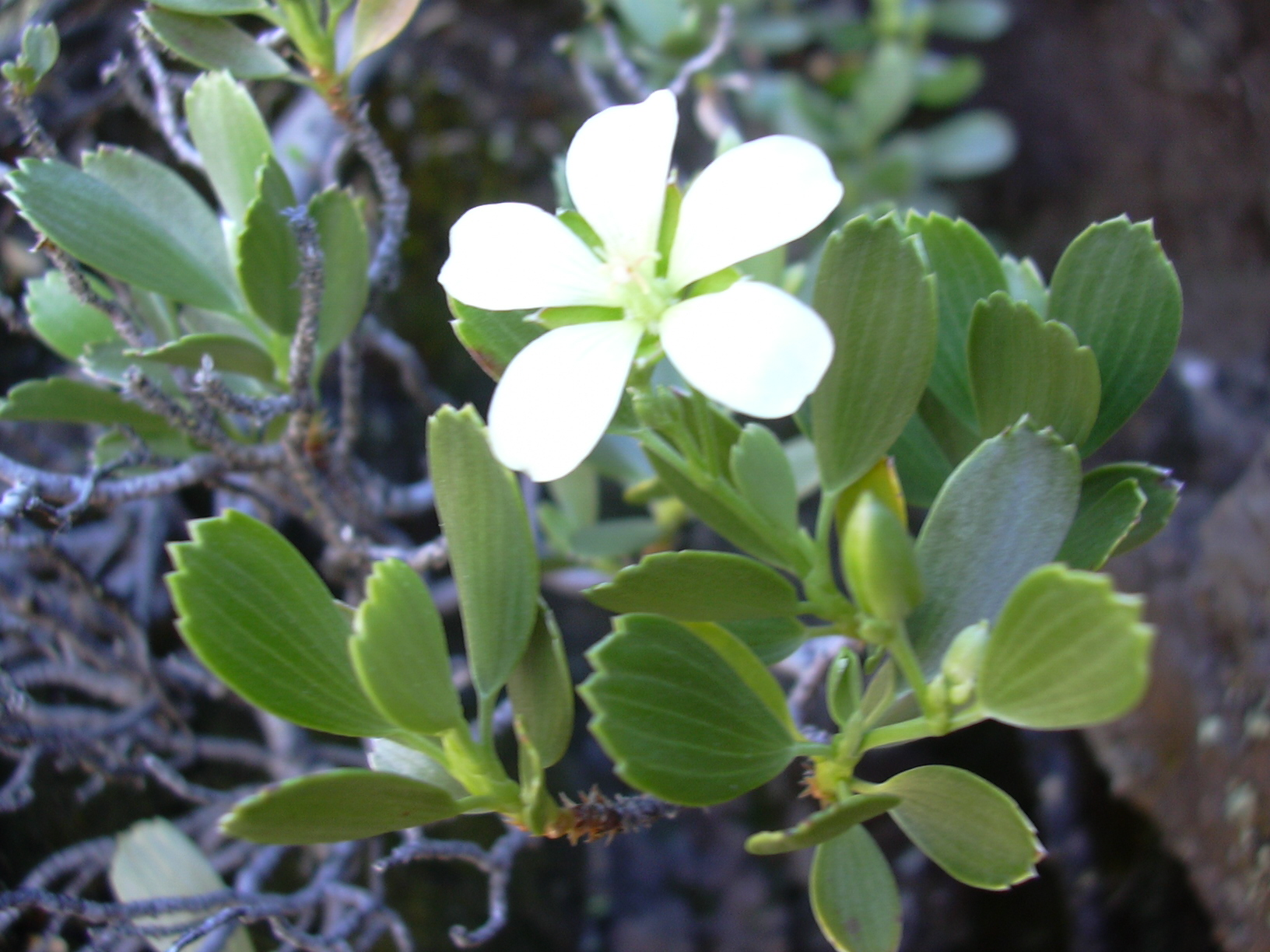
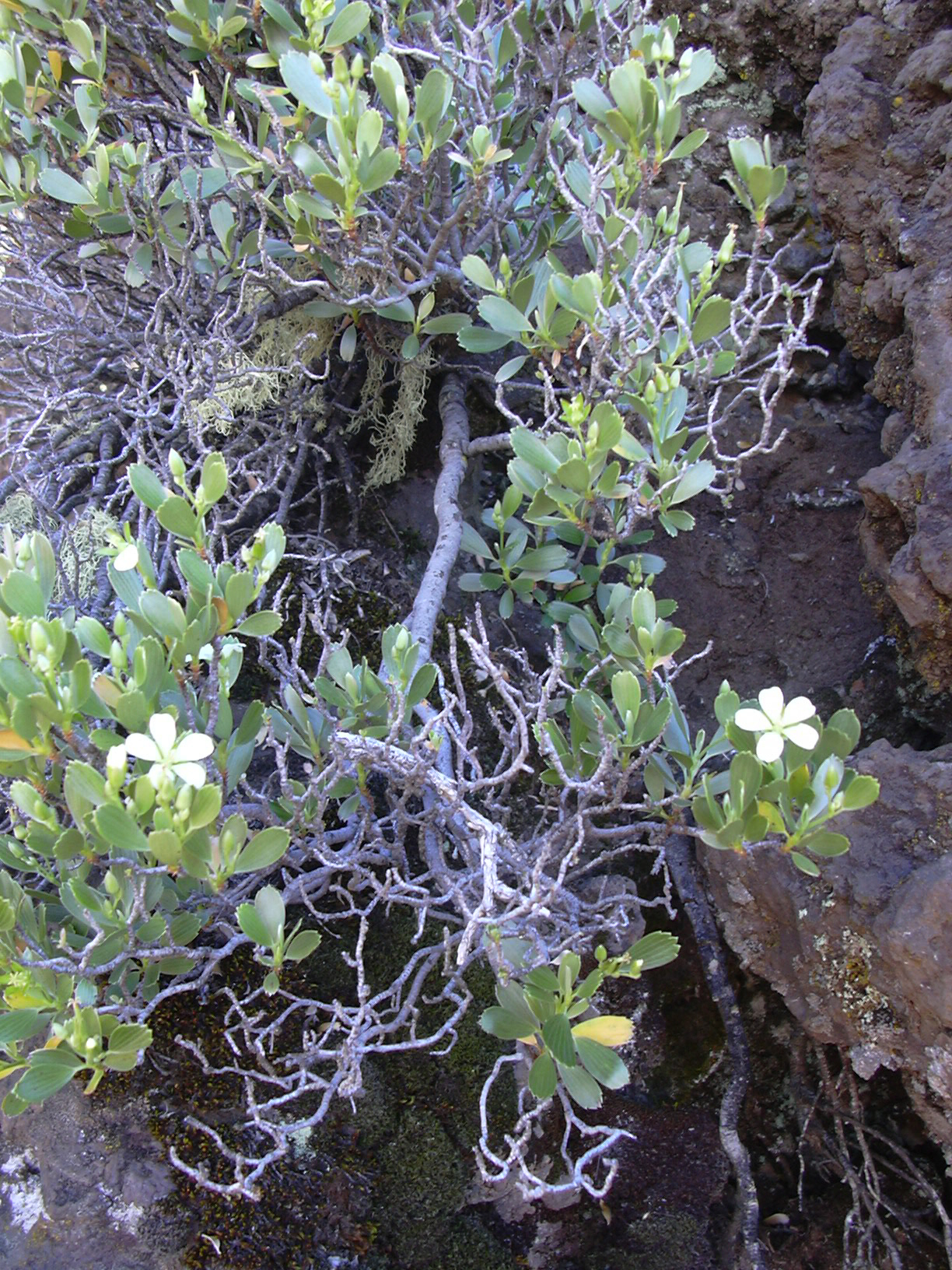